# ايمانويل هيرمان
ايمانويل هيرمان (بالألمانية: Emanuel Herrmann) (و. 1839 – 1902 م) هو اقتصادي، وأستاذ جامعي نمساوي، ولد في كلاغنفورت، توفي في فيينا، عن عمر يناهز 63 عاماً.

## التعليم
تعلم في جامعة فيينا.